# 신완수
신완수(1951년 4월 24일 ~ )는 대한민국의 언론인이자 前 프로듀서다.

## 텔레비전 프로그램
- KBS 2TV 평일 《오늘》 진행 (1984년 ~ 1987년)
- SBS TV 평일 《출발! 서울의 아침》 김운희 前 아나운서와 함께 진행, (1991년 12월 10일 ~ 1992년 8월 7일), 방송인 故 이종은과 함께 진행 (1992년 8월 10일 ~ 1993년 1월 1일)
- SBS TV 《SBS 뉴스 Q》 진행 (1996년 10월 26일 ~ 1997년 6월 29일)